# Roning under sommer-OL 2012 – Singlesculler mænd
Konkurrencen i Single Sculler for mænd under Sommer-OL 2012 bliver afholdt på Dorney Lake, der under OL bærer navnet Eton Dorney. Konkurrencen løber fra 28. juli til 4. august.

## Resultater

### Heats
De øverste tre roere kvalificerer sig til kvartfinalerne, de resterende gik videre til opsamlingen.

#### Heat 1
| Ranc. | Roer                  | Land    | Tid     | Noter |
| ----- | --------------------- | ------- | ------- | ----- |
| 1     | Tim Maeyens           | Belgien | 6:42.52 | Q, OR |
| 2     | Ángel Fournier        | Cuba    | 6:46.35 | Q     |
| 3     | Patrick Loliger Salas | Mexico  | 6:51.78 | Q     |
| 4     | Sawarn Singh          | Indien  | 6:54.04 | O     |
| 5     | Óscar Vásquez         | Chile   | 7:06.33 | O     |
| 6     | Mohsen Shadi          | Iran    | 7:27.42 | O     |

#### Heat 2
| Ranc. | Roer                | Land      | Tid     | Noter |
| ----- | ------------------- | --------- | ------- | ----- |
| 1     | Marcel Hacker       | Tyskland  | 6:43.80 | Q     |
| 2     | Santiago Fernández  | Argentina | 6:46.03 | Q     |
| 3     | Henrik Stephansen   | Danmark   | 6:46.32 | Q     |
| 4     | Mindaugas Griskonis | Litauen   | 6:46.56 | O     |
| 5     | Víctor Aspillaga    | Peru      | 7:13.79 | O     |
| 6     | So Sau Wah          | Hongkong  | 7:15.91 | O     |

#### Heat 3
| Ranc. | Roer                   | Land         | Tid     | Noter |
| ----- | ---------------------- | ------------ | ------- | ----- |
| 1     | Lassi Karonen          | Sverige      | 6:45.42 | Q     |
| 2     | Aleksandar Aleksandrov | Aserbajdsjan | 6:49.81 | Q     |
| 3     | Mathias Raymond        | Monaco       | 6:58.60 | Q     |
| 4     | Anderson Nocetti       | Brasilien    | 7:03.78 | O     |
| 5     | James Fraser Mackenzie | Zimbabwe     | 7:16.83 | O     |
| 6     | Paul Etia Ndoumbe      | Cameroun     | 7:29.77 | O     |

#### Heat 4
| Ranc. | Roer                  | Land        | Tid     | Noter |
| ----- | --------------------- | ----------- | ------- | ----- |
| 1     | Mahe Drysdale         | New Zealand | 6:49.69 | Q     |
| 2     | Olaf Tufte            | Norge       | 7:00.90 | Q     |
| 3     | Nour El-Din Hassanein | Egypten     | 7:06.17 | Q     |
| 4     | Roberto López         | El Salvador | 7:23.75 | O     |
| 5     | Hamadou Djibo Issaka  | Niger       | 8:25.56 | O     |

#### Heat 5
| Ranc. | Roer               | Land           | Tid     | Noter |
| ----- | ------------------ | -------------- | ------- | ----- |
| 1     | Alan Campbell      | Storbritannien | 6:47.62 | Q     |
| 2     | Zhang Liang        | Kina           | 6:50.71 | Q     |
| 3     | Michał Słoma       | Polen          | 6:54.58 | Q     |
| 4     | Kim Dong-Yong      | Sydkorea       | 7:05.24 | O     |
| 5     | Vladislav Yakovlev | Kasakhstan     | 7:16.34 | O     |

#### Heat 6
| Ranc. | Roer              | Land            | Tid     | Noter |
| ----- | ----------------- | --------------- | ------- | ----- |
| 1     | Ondřej Synek      | Tjekkiet        | 6:53.23 | Q     |
| 2     | Mario Vekic       | Kroatien        | 7:02.63 | Q     |
| 3     | Kenneth Jurkowski | USA             | 7:08.49 | Q     |
| 4     | Wang Ming-Hui     | Kinesisk Taipei | 7:15.77 | R     |
| 5     | Aymen Mejri       | Tunesien        | 7:21.64 | R     |

### Opsamlingsheats
Øverste 2 roere i hvert heat kvalificere sig til kvartfinalerne. Resten går videre til semifinale E/F.

#### Opsamling 1
| Ranc. | Roer              | Land     | Tid     | Noter |
| ----- | ----------------- | -------- | ------- | ----- |
| 1     | Sawarn Singh      | Indien   | 7:00.49 | Q     |
| 2     | Kim Dong-Yong     | Sydkorea | 7:03.91 | Q     |
| 3     | Víctor Aspillaga  | Peru     | 7:10.54 |       |
| 4     | Aymen Mejri       | Tunesien | 7:11.94 |       |
| 5     | Paul Etia Ndoumbe | Cameroun | 7:24.15 |       |

#### Opsamling 2
| Ranc. | Roer                   | Land            | Tid     | Noter |
| ----- | ---------------------- | --------------- | ------- | ----- |
| 1     | Mindaugas Griskonis    | Litauen         | 7:00.19 | Q     |
| 2     | Mohsen Shadi           | Iran            | 7:11.55 | Q     |
| 3     | Wang Ming-Hui          | Kinesisk Taipei | 7:16.84 |       |
| 4     | James Fraser Mackenzie | Zimbabwe        | 7:19.85 |       |
| 5     | Hamadou Djibo Issaka   | Niger           | 8:39.66 |       |

#### Opsamling 3
| Ranc. | Roer               | Land        | Tid     | Noter |
| ----- | ------------------ | ----------- | ------- | ----- |
| 1     | Anderson Nocetti   | Brasilien   | 7:07:17 | Q     |
| 2     | Óscar Vásquez      | Chile       | 7:09:12 | Q     |
| 3     | So Sau Wah         | Hongkong    | 7:13:75 |       |
| 4     | Vladislav Yakovlev | Kasakhstan  | 7:22:00 |       |
| 5     | Roberto López      | El Salvador | 7:27:75 |       |

### Semifinaler E/F
De øverste 2 roere kvalificere sig til finale E, resten til finale F.

#### Semifinale 1
| Ranc. | Roer                 | Land        | Tid | Noter |
| ----- | -------------------- | ----------- | --- | ----- |
|       | Roberto López        | El Salvador |     |       |
|       | Víctor Aspillaga     | Peru        |     |       |
|       | So Sau Wah           | Hongkong    |     |       |
|       | Hamadou Djibo Issaka | Niger       |     |       |

#### Semifinale 2
| Ranc. | Roer                   | Land            | Tid | Noter |
| ----- | ---------------------- | --------------- | --- | ----- |
|       | Paul Etia Ndoumbe      | Cameroun        |     |       |
|       | Aymen Mejri            | Tunesien        |     |       |
|       | James Fraser Mackenzie | Zimbabwe        |     |       |
|       | Vladislav Yakovlev     | Kasakhstan      |     |       |
|       | Wang Ming-Hui          | Kinesisk Taipei |     |       |

### Kvartfinaler
De øverste 3 roere kvalificerer sig til semifinalerne.

#### Kvartfinale 1
| Ranc. | Roer                | Land        | Tid | Noter |
| ----- | ------------------- | ----------- | --- | ----- |
|       | Mindaugas Griskonis | Litauen     |     |       |
|       | Mario Vekic         | Kroatien    |     |       |
|       | Mahe Drysdale       | New Zealand |     |       |
|       | Tim Maeyens         | Belgien     |     |       |
|       | Michał Słoma        | Polen       |     |       |
|       | Óscar Vásquez       | Kina        |     |       |

#### Kvartfinale 2
| Ranc. | Roer                   | Land           | Tid | Noter |
| ----- | ---------------------- | -------------- | --- | ----- |
|       | Anderson Nocetti       | Brasilien      |     |       |
|       | Aleksandar Aleksandrov | Aserbajdsjan   |     |       |
|       | Marcel Hacker          | Tyskland       |     |       |
|       | Alan Campbell          | Storbritannien |     |       |
|       | Patrick Loliger Salas  | Mexico         |     |       |
|       | Kim Dong-Yong          | Sydkorea       |     |       |

#### Kvartfinale 3
| Ranc. | Roer                  | Land      | Tid | Noter |
| ----- | --------------------- | --------- | --- | ----- |
|       | Sawarn Singh          | Indien    |     |       |
|       | Nour El-Din Hassanein | Egypten   |     |       |
|       | Santiago Fernández    | Argentina |     |       |
|       | Lassi Karonen         | Sverige   |     |       |
|       | Zhang Liang           | Kina      |     |       |
|       | Kenneth Jurkowski     | USA       |     |       |

#### Kvartfinale 4
| Rank | Roer              | Land     | Tid | Noter |
| ---- | ----------------- | -------- | --- | ----- |
|      | Mohsen Shadi      | Iran     |     |       |
|      | Henrik Stephansen | Danmark  |     |       |
|      | Olaf Tufte        | Norge    |     |       |
|      | Ondřej Synek      | Tjekkiet |     |       |
|      | Ángel Fournier    | Cuba     |     |       |
|      | Mathias Raymond   | Monaco   |     |       |

### Finaler

#### Finale F
| Nr. | Roer                 | Land     | Tid     | Noter |
| --- | -------------------- | -------- | ------- | ----- |
| 1   | Aymen Mejri          | Tunesien | 7:33.62 |       |
| 2   | Paul Etia Ndoumbe    | Cameroun | 7:46.23 |       |
| 3   | Hamadou Djibo Issaka | Niger    | 8:53.88 |       |

#### Finale E
| Nr. | Roer                   | Land            | Tid     | Noter |
| --- | ---------------------- | --------------- | ------- | ----- |
| 1   | So Sau Wah             | Hongkong        | 7:29.35 |       |
| 2   | Wang Ming-Hui          | Kinesisk Taipei | 7:33.28 |       |
| 3   | Víctor Aspillaga       | Peru            | 7:35.88 |       |
| 4   | Vladislav Yakovlev     | Kasakhstan      | 7:36.14 |       |
| 5   | Roberto López          | El Salvador     | 7:41.32 |       |
| 6   | James Fraser-Mackenzie | Zimbabwe        | 7:46.49 |       |

#### Finale D
| Nr. | Roer                  | Land      | Tid     | Noter |
| --- | --------------------- | --------- | ------- | ----- |
| 1   | Anderson Nocetti      | Brasilien | 7:25.03 |       |
| 2   | Nour El-Din Hassanein | Egypten   | 7:27.19 |       |
| 3   | Kim Dong-Yong         | Sydkorea  | 7:27.94 |       |
| 4   | Mohsen Shadi          | Iran      | 7:31.42 |       |
| 5   | Óscar Vásquez         | Chile     | 7:36.79 |       |
| –   | Kenneth Jurkowski     | USA       |         | DNS   |

#### Finale C
| Nr. | Roer                  | Land     | Tid     | Noter |
| --- | --------------------- | -------- | ------- | ----- |
| 1   | Henrik Stephansen     | Danmark  | 7:19.62 |       |
| 2   | Patrick Loliger Salas | Mexico   | 7:20.10 |       |
| 3   | Mario Vekic           | Kroatien | 7:27.60 |       |
| 4   | Sawarn Singh          | Indien   | 7:29.66 |       |
| 5   | Michał Słoma          | Polen    | 7:34.98 |       |
| 6   | Mathias Raymond       | Monaco   | 7:36.35 |       |

#### Finale B
| Nr. | Roer                | Land      | Tid     | Noter |
| --- | ------------------- | --------- | ------- | ----- |
| 1   | Ángel Fournier      | Cuba      | 7:11.17 |       |
| 2   | Mindaugas Griškonis | Litauen   | 7:15.32 |       |
| 3   | Olaf Tufte          | Norge     | 7:18.15 |       |
| 4   | Santiago Fernández  | Argentina | 7:20.40 |       |
| 5   | Zhang Liang         | Kina      | 7:25.64 |       |
| 6   | Tim Maeyens         | Belgien   | 7:27.51 |       |

#### Finale A
| Nr. | Roer                   | Land           | Tid     | Noter |
| --- | ---------------------- | -------------- | ------- | ----- |
| 1   | Mahé Drysdale          | New Zealand    | 6:57.82 |       |
| 2   | Ondřej Synek           | Tjekkiet       | 6:59.37 |       |
| 3   | Alan Campbell          | Storbritannien | 7:03.28 |       |
| 4   | Lassi Karonen          | Sverige        | 7:04.04 |       |
| 5   | Aleksandar Aleksandrov | Aserbajdsjan   | 7:09.42 |       |
| 6   | Marcel Hacker          | Tyskland       | 7:10.21 |       |